# Petterstjärnen, Norrbotten
Petterstjärnen är en sjö i Bodens kommun i Norrbotten och ingår i Råneälvens huvudavrinningsområde.